# Alfred Rasser
Alfred Rasser (né le 29 mai 1907 à Bâle, mort le 18 août 1977 dans la même ville) est un humoriste et acteur suisse.

## Biographie
Son père est un maçon d'Alsace de nationalité française et meurt quand Alfred a 11 ans. Alfred Rasser grandit avec trois frères et sœurs à Bâle. Après l'école, il effectue un apprentissage de manutentionnaire à Bâle de 1922 à 1925.
En 1928, il travaille pour l'Internationalen Hilfsdienst Liechtenstein, élève des poulets au Tessin et finit par fréquenter l'école d'art dramatique d'Oskar Wälterlin au Conservatoire de Bâle. Il trouve alors sa vocation. Afin de financer la formation de trois ans, il travaille à temps partiel comme comptable. En 1930, Rasser est diplômé de l'école de théâtre et fonde sa propre troupe de théâtre. Il abandonne son travail de comptable et ouvre une entreprise de peinture qu'il dirige pendant cinq ans. Le premier grand succès vient en 1934 avec la pièce de théâtre John D: erobert die Welt de Friedrich Wolf. Dans le cabaret Resslirytti du russe exilé Naum Mitnik, il incarne pour la première fois son Theophil Läppli, version suisse du brave soldat de Jaroslav Hašek, Josef Švejk.
En 1935, il rejoint le Cabaret Cornichon pendant cinq ans. En 1943, il ouvre sa propre scène, le cabaret Kaktus, qui existera jusqu'en 1951. En 1954, il est invité à un voyage de quatre semaines en République populaire de Chine avec d'autres artistes et politiciens pendant la période de la guerre froide. Cela entraîne des représailles : il n'est plus embauché, les contrats sont annulés et presque tous les théâtres lui sont soudainement fermés. L'industrie cinématographique est son salut et apporte finalement la réhabilitation avec le personnage de Läppli dans Läppli am Zoll en 1954.
Alfred Rasser conserve une activité politique et est élu du parti l'Alliance des indépendants dans le canton d'Argovie au sein du Conseil national, où il reste pendant deux législatures. Il plaide pour la paix, la justice sociale et la culture. Aux élections du Conseil national en 1975, il se présente pour team 67, sans succès. Après cela, il prend sa retraite et meurt deux ans plus tard.
En 1932, Alfred Rasser épouse Adele Schnell. De ce mariage naît un fils Roland Rasser, qui deviendra aussi un artiste de cabaret. Le mariage dure jusqu'en 1945, date à laquelle il épouse Ninette Rossellat et a trois enfants avec elle. Outre son fils Roland Rasser, sa fille Caroline Rasser travaille également comme comédienne et artiste de cabaret. Sa tombe se trouve dans le champ des personnalités du cimetière de Hörnli.

## Filmographie
- 1935 : Wie sollen die schweizerischen Filmlieblinge aussehen? (court métrage)
- 1936 : S’Vreneli am Thunersee
- 1937 : Der Glückstreffer im Autopolster (court métrage)
- 1937 : Was isch denn i mym Harem los?
- 1937 : La faute de l'abbé Mouret
- 1938 : Hans im Glück (court métrage)
- 1938 : Le Fusilier Wipf
- 1940 : Fräulein Huser
- 1940 : Les Lettres d'amour
- 1941 : Emil, me mues halt rede mitenand!
- 1942 : Das Gespensterhaus
- 1942 : De Wyberfind
- 1951 : Die Tat der Anderen
- 1952 : Palace Hotel (de)
- 1952 : La Vigne joyeuse (de)
- 1954 : Uli, der Knecht
- 1954 : La Chanson du printemps (de)
- 1954 : Läppli am Zoll (court métrage)
- 1955 : Uli le fermier (de)
- 1956 : Heidemarie (de)
- 1957 : Der 10. Mai (de)
- 1960 : Es geschah an der Grenze (série télévisée)
- 1960 : HD-Soldat Läppli
- 1960 : Das kleine Bundes-Gericht (court métrage télévisé)
- 1960 : Guillaume Tell (de)
- 1961 : Demokrat Läppli (de)
- 1962 : Steibruch (TV)
- 1970 : Keine Angst Liebling, ich pass schon auf
- 1970 : Biografie – Ein Spiel (TV)
- 1970 : Immer die verflixten Weiber
- 1976 : La Solitude soudaine de Konrad Steiner